# Hunter Island (Tasmanien)
Hunter Island ist eine Insel im südwestlichen Teil der Bass-Straße zwischen Victoria und der Insel Tasmanien im südöstlichen Australien. Sie liegt südwestlich von Three Hummock Island etwa 5 Kilometer vor der Nordwestküste Tasmaniens.
In der Cave Bay-Höhle auf der Insel wurden Siedlungsspuren gefunden, deren Alter auf 22.800 Jahre geschätzt wird. Damals war die Insel wegen des aufgrund der Wisconsin-Eiszeit gesunkenen Meeresspiegels mit Tasmanien verbunden.
Nahe der Südküste von Hunter Island liegen die unbewohnten Eilande  Bird Island im Westen und Stack Island im Osten.